# Splitterblast Records
Splitterblast Records je prva češka mrežna izdavačka kuća ekstremne elektroničke glazbe koju je u kolovozu 2007. osnovao Kurwastyle Project.
Nakon zatvaranja prve češke speedcore zajednice (czechspeedcore.com), u jesen 2006. Kurwastyle Project je odlučio stvoriti vlastitu web stranicu specijaliziranu za preuzimanje ekstremnog speedcorea i noise glazbe.
Splitterblast - Extreme Core Community se poslije nekoliko mjeseci pretvorio u mrežnu izdavačku kuću.
Nakon par objavljenih kompilacija i EP-ova od različitih izvođača iz cijeloga svijeta, izdavačka kuća je imala više od 40 članova, i stranica je postala popularnom u sceni. Kasnije su neki izvođači izbrisani.
U jesen 2009. Loffciamcore se pridružuje kao suvlasnik i dizajner omota i obojica vlasnika su odlučila više gledati na kvalitetu objavljenoga materijala. Splitterblast je trenutno specijaliziran za speedcore, splittercore i terrorcore glazbu.
Kurwastyle Project je 2010. otvorio podizdavačku kuću Thunderblast Gabba Records (TGR) specijaliziranu za oldschool hardcore/gabber izdanja. Izdanja su posvećena ljudima kojima je dosadio zvuk mainstream hardcorea i kojim se još uvijek sviđa zvuk hardcore/gabbera iz 1990-ih.

## Vanjske poveznice
- Splitterblast Records - Službena stranica
- Splitterblast Records - MySpace stranica
- Splitterblast Records - Facebook stranica
- Splitterblast Records - diskografija

- Thunderblast Gabba Records - službena stranica  Arhivirana inačica izvorne stranice od 28. lipnja 2010. (Wayback Machine)
- Thunderblast Gabba Records - MySpace stranica
- Thunderblast Gabba Records - diskografija